# Eugène Flachat
Eugène Flachat, (Nîmes, 16. travnja 1802. — Arcachon, 16. lipnja 1873.), bio je francuski inženjer.
Flachat je predvodio željezničke radove na Saint-Germain-en-Laye a kasnije postaje viši inženjer. Izgradio je mehaničke radionice u Aboinvilleu, Jusseyu i Vierzonu, osnova je nekoliko francuskih inženjerskih udruga a bio je među najznačajnijim promotorima željezničke pruge između Pariza i S:t Germaina (otovorena 26. kolovoza 1837). Njegovo ime nalazi se na popisu 72 znanstvenika ugraviranih na Eifellovom tornju.